# Тротуары Бангкока
«Тротуары Бангкока» (фр. Les trottoirs de Bangkok) — кинофильм 1984 года режиссёра Жана Роллена. Приключенческо-шпионский детектив, содержащий жанровые элементы боевика и откровенные эротические сцены.

## Сюжет
В Бангкоке убит сотрудник французской разведки. Принадлежащий ему контейнер с секретными разработками биологического оружия, попадает в руки преступников. Для поиска контейнера мобилизуются лучшие французские службы. Единственным следом, который может привести расследования, к утерянному контейнеру, является молодая азиатка Ева, занимающаяся тем, что удовлетворяет сексуальные потребности клиентов борделя. Одним из них был убитый тайный агент.

## В ролях
- Йоко — Ева
- Франсуаза Бланшар — Клаудин
- Жан-Пьер Буксоу — капитан Буксоу
- Жан-Пауль Брайд — Тонг
- Жерар Ландри — Фил
- Бриджитт Боргхес — Рита

## Производство фильма
Актриса Йоко, исполнившая роль азиатки Евы, прежде всего, известна по участию в порнографических фильмах. При этом на съёмки данной картины она попала в то время, когда съёмочный процесс уже был запущен: Роллен долгое время не мог найти подходящей кандидатуры, однако, по обещанию продюсера Лайонела Уолманна, такая кандидатура, в лице Йоко, была вскоре найдена.
Оператором на съёмках работал Юбер Тойот.